# Конец (Остаться в живых)
«Конец» (англ. The End) — сдвоённая финальная серия американского телесериала «Остаться в живых». Является семнадцатой и восемнадцатой серией шестого сезона, сто двадцатой и сто двадцать первой серией в общем счёте. Сценарий был написан Деймоном Линделофом и Карлтоном Кьюзом, эпизод снят Джеком Бендером. Премьера в США состоялась 23 мая 2010 года на канале ABC. Её одновременно показали в нескольких странах. В отличие от предыдущих финалов сезонов, которые длились два часа с рекламой, финал был расширен на полчаса. Таким образом, в Америке финальный эпизод транслировался 23 мая с 21:00 по 23:30. В общем серия длилась 105 мин. и 34 секунды. Эпизод собрал у экранов телевизоров 13.5 миллионов американских телезрителей.

## Сюжет

### 2007 год
События происходят сразу после событий эпизода «Ради чего они умирали». Джек Шепард (Мэттью Фокс), Кейт Остин (Эванджелин Лилли) и Хьюго Рейес (Хорхе Гарсиа) направляются в центр острова, пока Сойер (Джош Холлоуэй) идёт к колодцу, чтобы помочь Десмонду (Генри Йен Кьюсик), которого Человек в Чёрном (Терри О`Куинн) бросил туда. У колодца Сойер сталкивается с Беном (Майкл Эмерсон) и Человеком в Чёрном. Последний раскрывает свой план по уничтожению острова, Бен держит Сойера под прицелом, но Сойер ловко вырывает у Бена ружьё и уходит, чтобы присоединиться к команде Джека. Десмонда в колодце не оказывается.
Джек говорит, что планирует противостоять Человеку в Чёрном в самом сердце острова, куда они, собственно, и направляются. В то же время Десмонда, спасённого Роуз (Л. Скотт Колдуэлл) и Бернардом (Сэм Андерсон) (которые тоже путешествовали во времени в серии «LA X», построили дом на острове в 1975 году, и решили для себя ни во что больше не вмешиваться), настигает Человек в чёрном. Он угрожает убить пару, если Десмонд не пойдёт с ним. Десмонд соглашается пойти с ним, если он не тронет Бернарда и Роуз.
Майлз Стром (Кен Люн) и Ричард Алперт (Нестор Карбонель) плывут на остров Гидры, чтобы взорвать самолёт, на котором планирует сбежать Человек в Чёрном. Майлз находит на голове Ричарда седой волос, Ричард загадочно улыбается, а потом бурно радуется — ведь он начал стареть, и он больше не бессмертный, но только теперь понял, что больше не хочет умереть. По дороге они спасают Фрэнка Лапидуса (Джефф Фэйи) из-под обломков подводной лодки, и они решили покинуть остров, используя самолёт, ведь Фрэнк — пилот.
По дороге в центр острова группа Джека встречает Человека в Чёрном, Бена и Десмонда. Джек рассказывает Человеку в Чёрном, что он собирается убить его, а вместе с Десмондом они отправляются в центре острова. Джек считает, что Десмонд может убить Человека в Чёрном, потому что он думает, что Уидмор вернул его не в качестве приманки, а в качестве оружия против Человека в Чёрном. Десмонд говорит Джеку, что уничтожение острова и убийство Локка (Терри О`Куинн) не имеют значения, потому что, попав в сердце острова, они всё исправят. Джек и Человек в Чёрном опускают Десмонда в пещеру с ярким светом. Десмонд находит там бассейн с камнем посредине. Войдя в бассейн, он оказывается под действием сильного магнитного поля, но ему всё же удаётся вытащить камень-пробку из середины. Свет гаснет, и бассейн высыхает, и, как Человек в Чёрном и предсказал, начинается погружение Острова под воду. Все думают, что Десмонд погибает, но это не так.
После длительной борьбы Джек убивает Человека в Чёрном (тот стал смертным после того, как свет в пещере погас). Но последний смертельно ранил Джека. Кейт и Джек признаются в любви друг другу, и Джек отправляет Кейт спасать Клэр Литтлтон (Эмили де Рэвин). Кейт целует Джека и спрашивает, увидит ли она его снова. Сойер и Кейт уходят к самолёту на остров Гидры. Джек, понимая, что он должен предотвратить разрушение острова, возвращается в пещеру с бассейном. С ним идут Хёрли и Бен. Перед спуском в пещеру Джек назначает Хёрли главным на острове вместо него, так как знает, что идёт на смерть. Хёрли с трудом его отпускает, а Бену предлагает стать его «заместителем», как Ричард был у Джейкоба. Джеку удаётся поставить камень-пробку обратно, и свет вновь возвращается в бассейн.
Кейт, Сойер и Клер добегают на последних секундах до самолёта рейса 316, где Лапидус, Ричард и Майлз. Они взлетают по огромным трещинам, остров рушится.
Джек очнулся после пещеры на берегу реки. Он тяжело ранен, теряет кровь, но с трудом идёт в то место, где очнулся первый раз — в бамбуковую рощу. После Джек падает на землю, Винсент (пёс Уолта) подходит к нему и находится рядом с ним. Джек смотрит на небо и видит, как самолёт с Фрэнком поднимается ввысь. Джек медленно закрывает глаза, он умирает. Рядом лежит Винсент, как в первой серии, в которой Джек открывает глаза после крушения рейса 815. На этот раз глаза Джека закрываются…

### Альтернативная реальность

Встреча друзей.

Десмонд продолжает собирать всех, кто был на острове, они начинают вспоминать своё время на острове. Один за другим, каждый из рейса 815 начинает вспоминать друг друга, прикасаясь или при контакте с общими предметами, которые были важны для них во время пребывания на острове.
В конце концов, большинство из них собирается в церкви, которая должна была стать местом похорон отца Джека. Локк приезжает, и идёт своими ногами, так как Джек успешно его прооперировал. Возле церкви сидит Бен. Локк приглашает его внутрь, но Бен отказывается и просит прощения у Локка за всё плохое, что он ему сделал. Джон прощает его.
Бен затем встречает Хёрли, который говорит, что все внутри, приглашает его присоединиться к ним, но Бен решает остаться в стороне. Хёрли направляется в церковь, но оборачивается и говорит, что Бен был отличным номером 2. На что Бен говорит, что Хёрли был хорошим номером 1. Получается, что они жили на острове ещё какое-то время после смерти Джека.
Кейт приходит вместе с Джеком и поручает ему войти через заднюю часть церкви, где он находит гроб своего отца. Гроб выступает в качестве катализатора воспоминаний, и, прикасаясь к нему, Джек всё вспоминает. Затем он открывает гроб — он пуст, а его отец, Кристиан Шепард (Джон Терри), стоит сзади него. Джек понимает, что он умер, и обнимает отца, который убеждает его, что люди, которых Джек встретил, и события, которые привели всех сюда, были самым важным периодом его жизни.
Кристиан далее говорит, что время не имеет никакого смысла в этом месте, и что они сделали это место, чтобы найти друг друга, независимо от времени, когда они умерли, так что они могут перейти к следующему этапу вместе. Джек и Кристиан входят в церковь, чтобы увидеть всех. После эмоционального воссоединения пассажиров рейса 815 открываются входные двери, через которые бьёт яркий свет. Все заворожённо смотрят вверх, как красиво этот свет играет витражами церкви.
Альтернативная реальность оказывается чистилищем, в котором все персонажи встречаются, вспоминая свою жизнь на острове.

## Создание
Деймон Линделоф сообщил в своём твиттере, что съёмки финальной серии завершились на Гавайях 24 апреля 2010 года, ровно через шесть лет после съёмок первого эпизода. Последняя сцена в церкви была снята в римско-католическом колледже Sacred Hearts, в городе Гонолулу.
ABC показал перед финалом первую серию, чтобы зрители увидели, как всё началось и как закончилось. А после показа финального эпизода серия обсуждалась в программе Джимми Киммела «Jimmy Kimmel Live!».

### Кастинг
В этой серии вернулось множество старых персонажей. К специально приглашённым актёрам относятся: Мэгги Грейс, Иэн Сомерхолдер, Элизабет Митчелл, Джереми Дейвис, Синтия Уотрос, Доминик Монаган и Ребекка Мэйдер. В этой серии вернулись и другие уже появлявшиеся актёры: Джон Терри, Л. Скотт Колдуэлл, Сэм Андерсон, Соня Уолгер, Франсуа Шо и Фионнула Флэнаган. Все эти актёры были объявлены как главные герои, хотя на протяжении шестого сезона они были второстепенными. Гостями серии стали Нил Хопкинс, Дилан Миннетт, Джон Пайпер-Фергюсон, Алан Сибок, Пол Митри, Эрик Немото и Кристина Соуза. Из основного актёрского состава этого сезона не появилась только Зулейка Робинсон. Планировалось возвращение Адевале Акиннуойе-Агбадже, но он отклонил предложение.

### Центральные персонажи
Центральными персонажами этой серии стали почти все главные герои этого сезона: Джек Шепард, Кейт Остин, Бенджамин Лайнус, Джон Локк, Джеймс «Сойер» Форд, Клэр Литтлтон, Хьюго «Хёрли» Рейес, Чарли Пэйс,Майлз Стром, Джин Квон, Сун Квон, Саид Джарра и Десмонд Хьюм.